# 西ポコット (カウンティ)
西ポコット（スワヒリ語: Wilaya ya Pokot Magharibi、英語: West Pokot County）はケニア西部の旧リフトバレー州西部のカウンティ。
中心都市はカペングリア。
2009年の人口は51万2690人。

## 人口
- 1979年8月24日：15万8652人
- 1989年8月24日：22万5449人
- 1999年8月24日：30万8086人
- 2009年8月24日：51万2690人[2]

## 隣接カウンティ
- 北～東：トゥルカナ (カウンティ)
- 南東： バリンゴ (カウンティ)
- 南： エルゲーヨ＝マラクウェト (カウンティ)
- 南：トランス・ンゾイア (カウンティ)
- 南西：ブクウォ県
- 西：アムダット県
- 北西：モロト県

## 地理
- ムテロ山（英語版）

## 民族
- ポコット人（英語版）

## 施設
- ケニア電力開発（英語版）のトゥルクウェル水力発電所（英語版）が立地する。約105MWの発電能力を持つ。

## 著名人

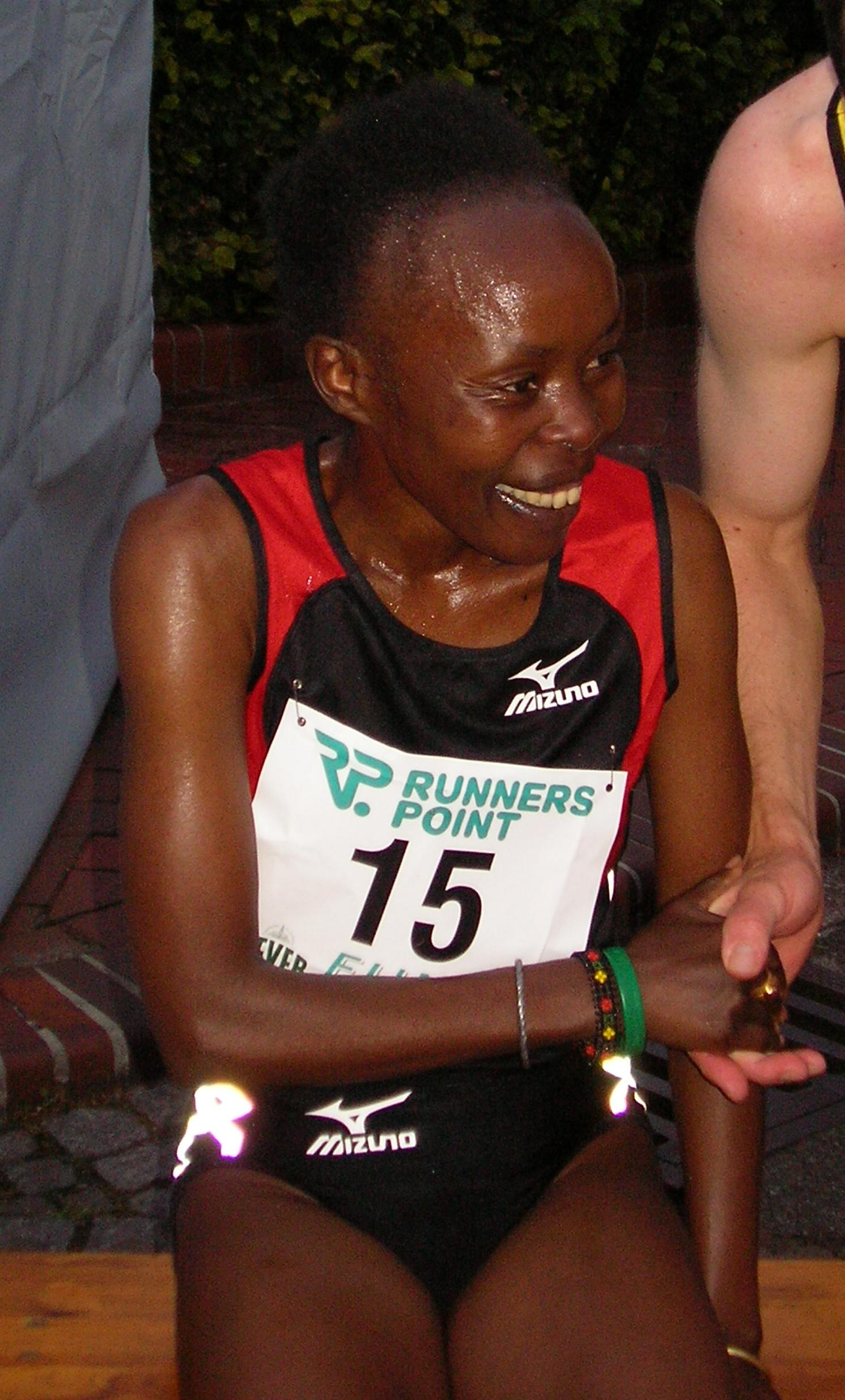
テグラ・ロルーペ

- テグラ・ロルーペ(Tegla Loroupe)
  - 1973年5月9日～
  - 女子マラソン世界記録保持者(1998年4月19日～2001年9月30日)

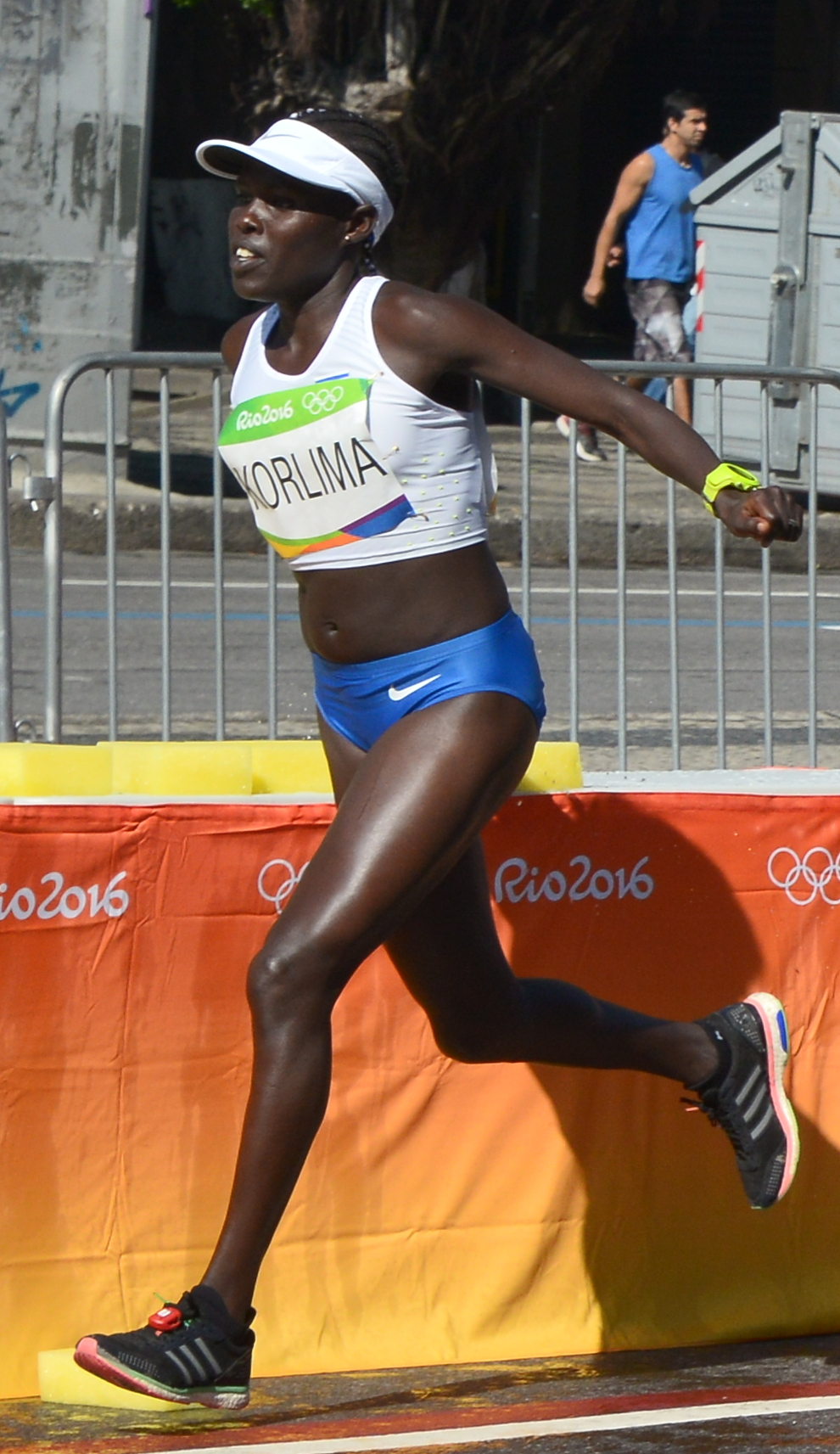
ロナー・チェムタイ

- ロナー・チェムタイ（英語版）(Lornah Chemtai)
  - 1988年12月12日～
  - イスラエル代表として2016年のリオデジャネイロオリンピックの女子マラソンに出場